# Kasteel Fushimi-Momoyama

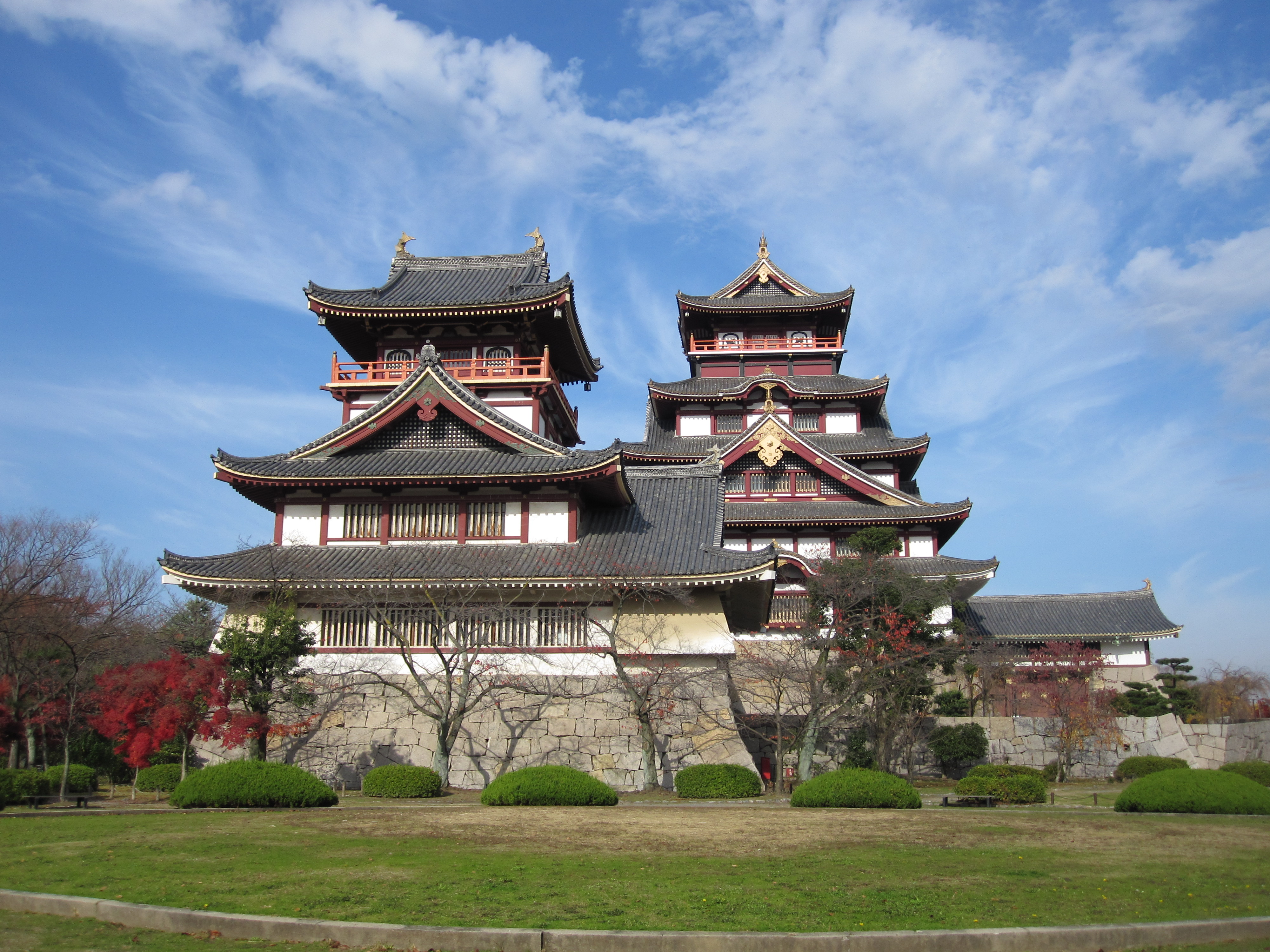
Vooraanzicht van de reconstructie uit 1964

Het kasteel Fushimi-Momoyama (Japans: 伏見桃山城, Fushimi-Momoyama-jō), ook bekend als kasteel Fushimi  (伏見城, Fushimi-jō) is een kasteel gelegen in de wijk Fushimi van Kyoto, Japan.
Het werd oorspronkelijk gebouwd door Toyotomi Hideyoshi en voltooid in 1594. Het huidige kasteel is een betonnen reconstructie uit 1964.